# Bundesbeamter (Deutschland)
Bundesbeamter ist, wer als deutscher Beamter zum Bund oder einer bundesunmittelbaren Körperschaft, Anstalt oder Stiftung des öffentlichen Rechts (Dienstherrn), in einem öffentlich-rechtlichen Dienst- und Treueverhältnis (Beamtenverhältnis) steht (§ 4 BBG i. V. m. § 2 BBG). Sie sind Staatsbeamte.

## Abgrenzung
Neben den Beamten gibt es die Landesbeamten. Sie stehen zu einem deutschen Land, einer landesunmittelbaren Körperschaft, Anstalt oder Stiftung in einem öffentlich-rechtlichen Dienst- und Treueverhältnis. Kommunalbeamte haben als Dienstherrn einen Landkreis, einen sonstigen Gemeindeverband, eine kreisfreie Stadt oder eine kreisangehörige Gemeinde. Kirchenbeamte sind keine Staatsbeamten. Ihre Dienstherrn sind die öffentlich-rechtlichen Religionsgesellschaften.

## Rechtsstellung
Die Rechtsstellung der Bundesbeamten richtet sich nach dem deutschen Beamtenrecht des Bundes. Die Basis bildet Artikel 33 des Grundgesetzes (Art. 33 GG), in dem bestimmt ist, dass jeder Deutsche nach seiner Eignung, Befähigung und fachlichen Leistung gleichen Zugang zu jedem öffentlichen Amt hat (Leistungsprinzip), die Zulassung zu öffentlichen Ämtern sowie die im öffentlichen Dienst erworbenen Rechte unabhängig vom religiösen Bekenntnis sind, die Ausübung hoheitsrechtlicher Befugnisse als ständige Aufgabe in der Regel Angehörigen des öffentlichen Dienstes, die in einem öffentlich-rechtlichen Dienst- und Treueverhältnis stehen, zu übertragen ist sowie das Recht des öffentlichen Dienstes unter Berücksichtigung der hergebrachten Grundsätze des Berufsbeamtentums zu regeln und fortzuentwickeln ist. Zu diesen hergebrachten Grundsätzen gehören unter anderem die Pflicht zur Neutralität und Verfassungstreue, das Beamtenverhältnis auf Lebenszeit als Regelfall, das Leistungsprinzip bei Einstellung und sonstigen laufbahnrechtlichen Entscheidungen, das Alimentationsprinzip sowie das Streikverbot. Diese besonderen Rechte und Pflichten dienen dazu, demokratisch getroffene Entscheidungen des Gesetzgebers umzusetzen, die Qualität staatlicher Leistungen zu sichern und die Arbeitsfähigkeit der öffentlichen Verwaltung zu erhalten.
Unterhalb des Grundgesetzes bildet das Bundesbeamtengesetz (BBG) das Kernstück des Rechts der Bundesbeamten. Dort sind die verschiedenen Beamtenverhältnisse, die Voraussetzungen zur Begründung eines Beamtenverhältnisses sowie die Grundpflichten der Bundesbeamten geregelt. Die Laufbahnen sind in der Bundeslaufbahnverordnung (BLV) festgelegt, die Besoldung im Bundesbesoldungsgesetz (BBesG) und die Versorgung im Beamtenversorgungsgesetz (BeamtVG). Auch die ergänzenden Vorschriften, wie etwa die Erholungs- (EUrlV) und Sonderurlaubsverordnung (SUrlV), das Bundesreise- (BRKG) und -umzugskostengesetz (BUKG), die Trennungsgeld- (TGV) und Bundesbeihilfeverordnung (BBhV) sind Bestandteil des Beamtenrechts.

## Laufbahnen
Für Bundesbeamte gilt ein eigenes Laufbahnrecht. Die Berufswege der Bundesbeamten sind in Laufbahnen geordnet. Im Bund gliedern sie sich in vier Laufbahngruppen: den einfachen, mittleren, gehobenen und höheren Dienst. Für die Einstellung in jede Laufbahngruppe sind verschiedene Mindestanforderungen festgelegt.
| Jahr | Höherer Dienst | Höherer Dienst | Gehobener Dienst | Gehobener Dienst | Mittlerer Dienst | Mittlerer Dienst | Einfacher Dienst | Einfacher Dienst |
| Jahr | absolut        | relativ (%)    | absolut          | relativ (%)      | absolut          | relativ (%)      | absolut          | relativ (%)      |
| ---- | -------------- | -------------- | ---------------- | ---------------- | ---------------- | ---------------- | ---------------- | ---------------- |
| 2018 | 21.840         | 13,0           | 58.630           | 35,02            | 85.080           | 50,8             | 1.875            | 1,1              |
| 2017 | 21.010         | 12,5           | 57.865           | 34,5             | 87.080           | 51,9             | 1.965            | 1,2              |

Innerhalb der Laufbahngruppen befinden sich mehrere Laufbahnen, die für unterschiedliche Tätigkeitsbereiche eingerichtet sind und die verwandte Vor- und Ausbildungen voraussetzen. Diese Laufbahnarten sind:
- nichttechnischer Verwaltungsdienst
- technischer Verwaltungsdienst
- sprach- und kulturwissenschaftlicher Dienst
- naturwissenschaftlicher Dienst
- agrar-, forst- und ernährungswissenschaftlicher sowie tierärztlicher Dienst
- ärztlicher und gesundheitswissenschaftlicher Dienst
- sportwissenschaftlicher Dienst
- kunstwissenschaftlicher Dienst

In jeder Laufbahnart kann je Laufbahngruppe eine Laufbahn eingerichtet werden, z. B. gehobener nichttechnischer Verwaltungsdienst. Das Laufbahnrecht legt fest, welche fachliche Ausrichtung Ausbildungsgänge haben müssen, um die Befähigung für die einzelnen Laufbahnen zu vermitteln. Beispielsweise ist eine technische oder ingenieurwissenschaftliche Ausbildung für die Laufbahn technischer Verwaltungsdienst erforderlich. In manche Laufbahnen können ganz oder weit überwiegend nur Personen eingestellt werden, die einen Vorbereitungsdienst absolviert haben. Ein Beispiel hierfür sind die Laufbahnen des Polizeivollzugsdienstes.
Die beamtenrechtliche Probezeit beträgt grundsätzlich drei Jahre. Für Beförderungen ist das Leistungsprinzip maßgeblich. Wesentliche Instrument dafür sind die dienstlichen Beurteilungen. Meist erfolgt mit der Verleihung eines höheren statusrechtlichen Amtes der Wechsel auf einen höher bewerteten Dienstposten. Dazu muss eine höher bewertete Planstelle verfügbar sein. Der Aufstieg in die Laufbahn einer höheren Laufbahngruppe ist grundsätzlich möglich.

## Besoldung
Bundesbeamte erhalten kein Gehalt oder Entgelt für ihre Arbeit, sondern Dienstbezüge. Diese sind die Leistung des Staates dafür, dass sie gegenüber dem Staat in einem öffentlich-rechtlichen Dienst- und Treueverhältnis stehen. Grundlage der Besoldung ist das Alimentationsprinzip als Teil der hergebrachten Grundsätze des Berufsbeamtentums. Danach ist die Bundesrepublik Deutschland als Dienstherr verpflichtet, dem Bundesbeamten im aktiven Dienst, bei Invalidität und im Alter einen dem (früheren) Amt angemessenen Lebensunterhalt zu gewähren. Die Besoldung soll sicherstellen, dass sich der Bundesbeamte ganz seinem Beruf widmen kann. Nur ein wirtschaftlich unabhängiges Berufsbeamtentum kann die Aufgaben erfüllen, die ihm von der Verfassung zugewiesen sind.
Hauptbestandteil der Besoldung ist das Grundgehalt. Hinzu treten können ein Familienzuschlag und ggf. weitere Zulagen. Alle Bundesbeamten haben auf Antrag Anspruch auf vermögenswirksame Leistungen. Für Bundesbeamte im Ausland wird Auslandsbesoldung gewährt.

## Versorgung
Die Beamtenversorgung ist die Alterssicherung für Bundesbeamte und ein Baustein für die Attraktivität des Beamtentums. Sie bildet im Drei-Säulen-Modell der Alterssicherung (gesetzliche Rentenversicherung, betriebliche Altersversorgung und private Altersvorsorge) die Entsprechung für die gesetzliche und betriebliche Altersversorgung. Die Beamtenversorgung umfasst neben der Altersversorgung (Ruhegehalt) die Hinterbliebenenversorgung (Witwen- und Waisengeld) sowie die Unfallfürsorge (z. B. Unfallausgleich, Unfallruhegehalt).
Bundesbeamte treten grundsätzlich mit dem Ende des Monats in den Ruhestand, in dem sie das 67. Lebensjahr vollenden (Regelaltersgrenze; § 51 Abs. 1 BBG). Ruhegehaltsfähig sind grundsätzlich das Grundgehalt und der Familienzuschlag der Stufe 1, wenn das letzte Amt mindestens zwei Jahre ausgeübt wurde (§ 5 Abs. 1 S. 1 BeamtVG). Die ruhegehaltsfähige Dienstzeit ist grundsätzlich die Dienstzeit, die der Bundesbeamte vom Tage seiner ersten Berufung in das Beamtenverhältnis an im Dienst eines öffentlich-rechtlichen Dienstherrn im Beamtenverhältnis zurückgelegt hat (§ 6 Abs. 1 S. 1 BeamtVG). Das Ruhegehalt beträgt für jedes Jahr ruhegehaltsfähiger Dienstzeit 1,79375 Prozent (71,75 geteilt durch 40) der ruhegehaltsfähigen Dienstbezüge, insgesamt jedoch höchstens 71,75 Prozent (§ 14 Abs. 1 S. 1 BeamtVG). Dieser Höchstsatz wird nach 40 Jahren erreicht. Vor Auszahlung werden sie mit dem Faktor 0,9901 vervielfältigt, d. h. um knapp ein Prozent vermindert (§ 5 Abs. 1 S. 1 Hs. 2 BeamtVG). Treten Bundesbeamte auf eigenen Antrag früher in den Ruhestand, vermindert sich ihr Ruhegehalt um 3,6 Prozent pro Jahr, höchstens jedoch grundsätzlich um 14,4 Prozent (§ 14 Abs. 3 S. 1 BeamtVG).

## Altersgeld
Freiwillig aus ihrem Dienstverhältnis ausscheidende Bundesbeamte können, anstatt in der gesetzlichen Rentenversicherung nachversichert zu werden, auf Antrag einen Anspruch auf Altersgeld nach dem Altersgeldgesetz (AltGG) erwerben. Das Altersgeld ist höher als die gesetzliche Rente im Alter, unter anderem weil bei der Nachversicherung nur die relativ geringen Bruttobezüge der Beamten berücksichtigt werden. Das Altersgeld ist jedoch niedriger als die Pension, wenn der Beamte das Dienstverhältnis beibehalten hätte. Es soll den Wechsel von Bundesbeamten in die Privatwirtschaft attraktiver machen.

## Beihilfe
Die Bundesrepublik Deutschland hat eine besondere Fürsorgepflicht für ihre Bundesbeamten. Sie erstattet im Krankheits-, Pflege- und Geburtsfall einen Teil der anfallenden Kosten im Rahmen der Beihilfe. Sie richtet sich nach § 80 BBG i. V. m. der Bundesbeihilfeverordnung (BBhV). Beihilfe wird als prozentualer Anteil (Bemessungssatz) der beihilfefähigen Aufwendungen gewährt (§ 46 Abs. 1 S. 1 BBhV).
| Bemessungssatz | Person                                   | Bemerkung                                           |
| -------------- | ---------------------------------------- | --------------------------------------------------- |
| 50             | beihilfeberechtigte Person               | mit höchstens einem berücksichtigungsfähigen Kind   |
| 70             | Empfänger von Versorgungsbezügen         | außer Waisen                                        |
| 70             | beihilfeberechtigte Personen             | mit zwei oder mehr berücksichtigungsfähigen Kindern |
| 70             | Ehegatten und eingetragene Lebenspartner | mit weniger als 17.000 Euro Einkünfte               |
| 80             | berücksichtigungsfähige Kinder           | Berücksichtigung beim Familienzuschlag              |
| 80             | Waisen                                   |                                                     |

Der nicht von der Beihilfe übernommene Kostenanteil wird in der Regel über eine private Krankenversicherung abgesichert. Bundesbeamte können sich auch freiwillig in der gesetzlichen Krankenversicherung versichern lassen, wobei sie dann den Arbeitnehmer- und Arbeitgeberanteil entrichten müssen. Deshalb ist dies meist teurer als die private Absicherung. 94 Prozent der Beamten in Deutschland sind privat versichert. Erstmals beihilfeberechtigte Personen können in eine private beihilfekonforme Krankheitsvollversicherung aufgenommen werden, auch wenn sie Vorerkrankungen haben oder schwerbehindert sind. Sie werden nicht aus Risikogründen abgelehnt, erhalten keine Leistungsausschlüsse und die Zuschläge zum Ausgleich erhöhter Risiken sind auf maximal 30 Prozent des tariflichen Beitrags begrenzt.
Bundesbeamte haben Anspruch auf die Unterbringung in einem Zweibettzimmer in einem Krankenhaus (§ 26 Abs. 1 Nr. 5 BBhV). Mit Beihilfeergänzungstarifen können sie weitere Leistungen erhalten, die die Beihilfe nicht abdeckt, wie Einzelzimmer und Chefarztbehandlung.
Polizeivollzugsbeamte der Bundespolizei, etwa 31.000 Personen, erhalten statt Beihilfe Heilfürsorge.

## Disziplinarrecht
Das Disziplinarrecht befasst sich mit den Folgen von Dienstpflichtsverletzungen der Bundesbeamten. Das formelle Disziplinarrecht ist im Bundesdisziplinargesetz (BDG) geregelt, das materielle Disziplinarrecht grundsätzlich im Bundesbeamtengesetz, Abschnitt 6, Unterabschnitt 1 – Allgemeine Pflichten und Rechte. Bundesbeamte begehen ein Dienstvergehen, wenn sie schuldhaft die ihnen obliegenden Pflichten verletzen (§ 77 Abs. 1 S. 1 BBG). Liegen zureichende tatsächliche Anhaltspunkte vor, die den Verdacht eines Dienstvergehens rechtfertigen, hat der Dienstvorgesetzte die Dienstpflicht, ein Disziplinarverfahren einzuleiten (§ 17 Abs. 1 S. 1 BDG). Als Disziplinarmaßnahmen sind möglich (§ 5 Abs. 1 BDG):
- Verweis (schriftlicher Tadel eines bestimmten Verhaltens; § 6 BDG)
- Geldbuße (bis zur Höhe der monatlichen Dienst- oder Anwärterbezüge; § 7 BDG)
- Kürzung der Dienstbezüge (bruchteilmäßige Verminderung der monatlichen Dienstbezüge des Beamten um höchstens ein Fünftel auf längstens drei Jahre; § 8 BDG)
- Zurückstufung (Versetzung des Beamten in ein Amt derselben Laufbahn mit geringerem Endgrundgehalt; § 9 BDG)
- Entfernung aus dem Beamtenverhältnis (Beendigung des Dienstverhältnisses, Verlust des Anspruchs auf Ruhegehalt; § 10 BDG)

Gegen Beamte im Ruhestand sind die Kürzung des Ruhegehalts (bruchteilmäßige Verminderung der monatlichen Dienstbezüge des Beamten um höchstens ein Fünftel auf längstens drei Jahre; § 11 BDG) und deren Aberkennung (§ 6 BDG) möglich (§ 5 Abs. 2 BDG).
Die Disziplinarmaßnahmen des Verweises, der Geldbuße, der Kürzung der Dienstbezüge und der Kürzung des Ruhegehalts können die Dienstvorgesetzten durch eine Disziplinarverfügung aussprechen. Sie ist ein Verwaltungsakt, der mit den Rechtsbehelfen und Rechtsmitteln des Widerspruchs, der Anfechtungsklage und unter bestimmten Voraussetzungen der Berufung und der Revision angefochten werden kann. Hält der Dienstherr eine Zurückstufung, eine Entfernung aus dem Beamtenverhältnis oder die Aberkennung des Ruhegehalts für angezeigt, muss er vor dem zuständigen Verwaltungsgericht eine Disziplinarklage erheben. Gegen dessen Urteil kann Berufung sowie unter bestimmten Voraussetzungen Revision eingelegt werden.
Dem Bundesbeamten kann im Rahmen des Disziplinarverfahrens die Führung der Dienstgeschäfte verboten werden (§ 66 Abs. 1 S. 1 BBG). Die für die Erhebung der Disziplinarklage zuständige Behörde kann den Bundesbeamten vorläufig des Dienstes entheben, wenn durch sein Verbleiben im Dienst der Dienstbetrieb oder die Ermittlungen wesentlich beeinträchtigt würden und die vorläufige Dienstenthebung zu der Bedeutung der Sache und der zu erwartenden Disziplinarmaßnahme nicht außer Verhältnis steht (§ 38 Abs. 1 S. 2 BDG).
Im Jahr 2017 wurden 586 Disziplinarverfahren abgeschlossen. Dabei wurden 254 Verfahren eingestellt und 332 Disziplinarmaßnahmen (56,7 Prozent) verfügt. Die häufigsten Dienstpflichtverletzungen waren in den Jahren 2015 bis 2017 die Vernachlässigung dienstlicher Aufgaben, das Fernbleiben vom Dienst, Vermögensdelikte und Alkoholverfehlungen im Zusammenhang mit dem Dienst. Weniger als 0,5 Prozent der Bundesbeamten sind von gemeldeten Dienstpflichtverletzungen betroffen.
| Maßnahme                             | 2017    | 2017        | 2016    | 2016        |
| Maßnahme                             | absolut | relativ (%) | absolut | relativ (%) |
| ------------------------------------ | ------- | ----------- | ------- | ----------- |
| Geldbuße                             | 167     | 50,8        | 138     | 47,6        |
| Verweise                             | 83      | 25,2        | 72      | 24,8        |
| Kürzung der Dienstbezüge             | 44      | 13,4        | 40      | 13,8        |
| Kürzung des Ruhegehaltes             | 10      | 3,0         | 10      | 3,4         |
| Zurückstufung                        | 8       | 2,4         | 6       | 2,4         |
| Entfernung aus dem Beamtenverhältnis | 13      | 4,0         | 17      | 5,9         |
| Aberkennung des Ruhegehaltes         | 4       | 1,2         | 7       | 2,4         |
| Insgesamt                            | 329     | 100         | 290     | 100         |

## Arbeitszeit
Die regelmäßige wöchentliche Arbeitszeit der Bundesbeamten beträgt grundsätzlich 41 Stunden (§ 3 Abs. 1 S. 1 AZV). Schwerbehinderte Beamte und solche, die für ein Kind unter 12 Jahren Kindergeld erhalten oder die nahe Angehörige pflegen, können eine Verkürzung auf 40 Stunden in der Woche beantragen (§ 3 Abs. 1 S. 2 f. AZV). Arbeitstage sind grundsätzlich Werktage (§ 2 Nr. 1 AZV), wobei Sonnabende grundsätzlich dienstfrei sind (§ 6 Abs. 1 S. 1 AZV). Heiligabend und Silvester sind ebenso dienstfrei, d. h. für diese Tage muss kein Urlaub genommen werden.
Häufig können Beamte, je nach Dienststelle, im Rahmen der Gleitzeit Beginn und Ende der täglichen Arbeitszeit selbst bestimmen. Dabei können Kernarbeitszeiten und Funktionszeiten festgelegt sein. Die Arbeitszeiterfassung erfolgt grundsätzlich automatisiert. Über das Arbeitszeitkonto kann der Beamte bis zu 24 Gleittagen nehmen, wenn er an einem Arbeitstag nicht oder weniger als zwei Stunden arbeiten möchte. Auch halbe Gleittage können möglich sein.
Grundsätzlich darf täglich nicht mehr als 13 Stunden einschließlich Pausen gearbeitet werden (§ 4 S. 2 AZV). Pro 24-Stunden-Zeitraum ist eine Mindestruhezeit von 11 zusammenhängenden Stunden zu gewähren (§ 5 Abs. 3 S. 1 AZV). Die Arbeit ist spätestens nach 6 Stunden durch eine Ruhepause von mindestens 30 Minuten zu unterbrechen. Nach mehr als 9 Stunden beträgt die Ruhepause mindestens 45 Minuten. Ruhepausen können in Zeitabschnitte von jeweils 15 Minuten aufgeteilt werden (§ 5 Abs. 1 S. 1 AZV). Dies bedeutet beispielsweise, dass für einen Beamter, der sich um 7:00 Uhr in der automatischen Zeiterfassung als „kommend“ bucht, die Zeit von 13:00 Uhr bis 13:30 Uhr sowie von 16:30 Uhr bis 16:45 Uhr als Ruhepause und nicht als Arbeitszeit zählt, sofern der Beamte bis dahin das Terminal der automatischen Zeiterfassung nicht erneut bedient.
Teilzeitbeschäftigungen sind möglich. Langzeitarbeitskonten werden erprobt.
In Zeiten der Rufbereitschaft, die keine Arbeitszeit ist, besteht die Pflicht, sich außerhalb des Arbeitsplatzes bereitzuhalten, um bei Bedarf sofort (i. d. R. innerhalb von 60 bis 120 Minuten) zu Dienstleistungen abgerufen werden zu können. Hat der Beamte mehr als zehn Stunden im Kalendermonat Rufbereitschaft, wird ein Achtel der über zehn Stunden hinausgehenden Zeit als Freizeitausgleich gewährt bzw. dem Gleitzeitkonto gutgeschrieben (§ 2 Nr. 11 i. V. m. § 12 AZV).
Bei Dienstreisen ist die Zeit zur Erledigung von Dienstgeschäften außerhalb der Dienststätte Arbeitszeit. Bei ganz- oder mehrtägigen Dienstreisen gilt die regelmäßige Arbeitszeit des jeweiligen Tages als geleistet. Reisezeiten sind keine Arbeitszeit. Sie werden jedoch als Arbeitszeit berücksichtigt, soweit sie innerhalb der regelmäßigen täglichen Arbeitszeit anfallen oder die Arbeitszeit innerhalb eines Tages durch Dienstreisen unterbrochen wird (§ 11 Abs. 1 AZV).

## Mutterschutz und Elternzeit
Die mutterschutzrechtlichen Regelungen sowie die zur Elternzeit entsprechen für Bundesbeamte denen der Arbeitnehmer. Der Anspruch ist in der Mutterschutz- und Elternzeitverordnung (MuSchEltZV) geregelt, die in weiten Teilen auf das Mutterschutzgesetz (MuSchG) bzw. das Bundeselterngeld- und Elternzeitgesetz (BEEG) verweist.
Mutterschutz besteht grundsätzlich mit Beginn einer Schwangerschaft. Schwangere Beamtinnen dürfen in den letzten sechs Wochen vor dem errechneten Geburtstermin nicht beschäftigt werden, außer sie erklären sich dazu freiwillig bereit. In den ersten acht Wochen nach der Geburt besteht ein absolutes Beschäftigungsverbot. Die Mutter darf auch freiwillig keinen Dienst leisten. Bei Mehrlingsgeburten beträgt die Schutzfrist nach der Entbindung zwölf Wochen. Besoldung wird grundsätzlich unverändert weiter gewährt. Die Zeit der Schutzfristen und individuellen Beschäftigungsverbote gelten als Dienstzeit. Sie haben grundsätzlich keine Auswirkungen auf die Dauer des Vorbereitungsdienstes, die laufbahnrechtliche Probezeit oder die erforderliche Erprobungszeiten für Beförderungen oder die ruhegehaltsfähige Dienstzeit. Damit sind Benachteiligungen ausgeschlossen. Stillenden Beamtinnen ist auf Wunsch die zum Stillen erforderliche Zeit, mindestens aber zweimal täglich eine halbe Stunde oder einmal täglich eine Stunde freizugeben. Diese wird nicht auf Ruhepausen angerechnet und muss nicht vor- oder nachgearbeitet werden.
Jeder Elternteil hat ab Geburt eines Kindes bis zur Vollendung des dritten Lebensjahres Anspruch auf Elternzeit. Ein Anteil von bis zu 24 Monaten kann zu einem späteren Zeitpunkt bis zur Vollendung des 8. Lebensjahres des Kindes genommen werden. Eltern können ihre Elternzeit auch gemeinsam nehmen. Während der Elternzeit ist eine Teilzeitbeschäftigung von bis zu 30 Stunden in der Woche grundsätzlich möglich. Bundesbeamte, die sich in Elternzeit befinden, sind weiterhin beihilfeberechtigt.

## Urlaub
Der Erholungsurlaub für Bundesbeamte richtet sich nach der Erholungsurlaubsverordnung (EUrlV) und beträgt grundsätzlich für jedes Urlaubsjahr 30 Arbeitstage (§ 5 Abs. 1 EUrlV). Es werden nur ganze Arbeitstage Erholungsurlaub gewährt (§ 2 Abs. 2 S. 2 EUrlV). Urlaub kann bis zum Ende des Folgejahres genommen werden. Werden Beamte während ihres Urlaubs durch Krankheit dienstunfähig und zeigen sie dies unverzüglich an, wird ihnen die Zeit der Dienstunfähigkeit nicht auf den Erholungsurlaub angerechnet (§ 9 Abs. 1 S. 1 EUrlV).
Unter bestimmten Voraussetzungen wird Sonderurlaub nach der Sonderurlaubsverordnung (SUrlV) mit oder ohne Fortzahlung der Bezüge gewährt oder kann gewährt werden.

## Nebentätigkeiten
Neben ihrem Hauptamt können Bundesbeamte anderen Tätigkeiten nur in begrenztem Umfang nachgehen. Das Nebentätigkeitsrecht ist im Bundesbeamtengesetz, Abschnitt 6, Unterabschnitt 3 – Nebentätigkeiten geregelt. Zudem besteht die Bundesnebentätigkeitsverordnung (BNV). Entgeltliche Nebentätigkeiten bedürfen vor ihrer Aufnahme grundsätzlich der Genehmigung durch den Dienstvorgesetzten. Die Genehmigung ist zu versagen, wenn die Gefahr besteht, dass durch die Nebentätigkeit dienstliche Interessen beeinträchtigt werden können. Dies ist zum Beispiel der Fall, wenn die Nebentätigkeit die Unparteilichkeit oder Unbefangenheit beeinflussen kann. Von einer Beeinträchtigung ist außerdem in der Regel dann auszugehen, wenn die Nebentätigkeit ein Fünftel der regelmäßigen wöchentlichen Arbeitszeit überschreitet. Auch liegt ein Versagungsgrund vor, wenn der Gesamtbetrag der Vergütungen für eine oder mehrere Nebentätigkeiten 40 Prozent des jährlichen Endgrundgehalts übersteigt.
Nebentätigkeiten, die ihrer Natur nach keinen Konflikt mit dienstlichen Interessen erwarten lassen, bedürfen vor ihrer Aufnahme keiner Genehmigung. Dazu gehören zum Beispiel alle Tätigkeiten, die der Privatsphäre zuzuordnen sind, aber auch schriftstellerische, wissenschaftliche, künstlerische oder Vortragstätigkeiten. Werden solche Nebentätigkeiten entgeltlich ausgeübt, sind sie jedoch dem Dienstvorgesetzten vorher anzuzeigen. Allerdings kann der Dienstvorgesetzte auch genehmigungsfreie Nebentätigkeiten, unabhängig davon, ob sie anzeigepflichtig sind oder nicht, untersagen, wenn bei ihrer Ausübung dienstliche Pflichten verletzt werden. Im Übrigen gilt für alle Nebentätigkeiten, dass sie grundsätzlich nur außerhalb der Arbeitszeit und der Diensträume ausgeübt werden dürfen.
Auf Verlangen des Dienstherrn können Bundesbeamte auch zur Wahrnehmung von Nebentätigkeiten verpflichtet werden („Nebentätigkeiten im öffentlichen Dienst“). Im Falle ihrer Vergütung bestehen nach Besoldungsgruppen gestaffelt jährliche Vergütungshöchstgrenzen beziehungsweise im Falle ihres Überschreitens Ablieferungspflichten. Bestimmte, in der Nebentätigkeitsverordnung des Bundes ausdrücklich genannte Tätigkeiten sind von diesen Vergütungsbeschränkungen beziehungsweise Ablieferungspflichten ausgenommen.

## Reisekosten-, Umzugskosten- und Trennungsgeldrecht
Entstehen Bundesbeamten aus dienstlichen Gründen Kosten für Reisen, Umzüge oder weite Entfernungen, werden ihnen diese in bestimmtem Maße erstattet.
Müssen Bundesbeamte aus dienstlichen Gründen auf Reisen gehen, werden ihnen die notwendigen Auslagen für die Reise erstattet. Alle Regelungen rund um das Thema Dienstreisen sind im Reisekostenrecht festgelegt. Grundlage hierfür bildet das Bundesreisekostengesetz (BRKG) und die dazu erlassene Allgemeine Verwaltungsvorschrift (BRKGVwV).
Für den Fall das Bundesbeamte aus dienstlichen Gründen umziehen müssen, werden ihnen die notwendigen Umzugskosten erstattet. Näheres regeln das Bundesumzugskostengesetz (BUKG) und die entsprechende Verwaltungsvorschrift zum BUKG (BUKGVwV).
Sobald Bundesbeamte für einen längeren Zeitraum an einem anderen Ort Dienst leisten und sich ihre (Privat-)Wohnung in größerer Entfernung zu diesem Ort befindet, erhalten sie für zusätzlich entstehende Kosten ein Trennungsgeld. Einzelheiten hierzu regelt die Trennungsgeldverordnung (TGV).

## Zahlen
Am 30. Juni 2019 gab es 184.684 Bundesbeamte ohne die 46.000 Beamten bei den Postnachfolgeunternehmen. Zum Vergleich gab es zum gleichen Stichtag 170.575 Berufssoldaten und Soldaten auf Zeit sowie 146.160 Arbeitnehmer im Bundesbereich. Im gesamten öffentlichen Dienst in Deutschland gab es 1.702.910 Beamte und 3.011.080 Arbeitnehmer. Bundesbeamte machen somit nur 10,85 Prozent aller deutschen Staatsbeamten aus und nur 3,78 Prozent aller im öffentlichen Dienst Beschäftigten. Von den Bundesbeamten waren 85,75 Prozent in Vollzeit beschäftigt, 30,61 Prozent waren Frauen und 12.340 im Vorbereitungsdienst. Am 30. Juni 2018 gab es etwa 183.320 Bundesbeamte und 51.100 Beamten bei den Postnachfolgeunternehmen. Am 30. Juni 2017 gab es 181.610 Bundesbeamte. Somit stieg die Zahl in einem Jahr um 1.710 Beamte bzw. um 0,94 Prozent. 10.145 Bundesbeamte waren am 30. Juni 2017 in Ausbildung. Die Zahl der Beamten in einem Beamtenverhältnis auf Widerruf stieg somit in einem Jahr um 21,64 Prozent.
Zum 30. Juni 2018 waren 41.215 Bundesbeamte bei einer Polizei des Bundes (Bundespolizei, Bundeskriminalamt, Polizei beim Deutschen Bundestag), 37.290 in der Finanzverwaltung (einschließlich Zoll) und 23.005 in der Bundeswehrverwaltung. Dementsprechend wurden die meisten Beamten in den Geschäftsbereichen der Bundesministerien des Innern, für Bau und Heimat, der Finanzen und der Verteidigung verwendet.